# سفارة أرمينيا في فرنسا
سفارة أرمينيا في فرنسا هي أرفع تمثيل دبلوماسي لدولة أرمينيا لدى فرنسا. تقع السفارة في باريس وهي تهدف لتعزيز المصالح الأرمينية في فرنسا.

## وصلات خارجية
- الموقع الرسمي
- قائمة سفارات أرمينيا
- قائمة السفارات في فرنسا